# Антоній Козловський
Антоній Станіслав Козловський (12 січня 1857, Закрочим, Польща — 14 лютого 1907, Чикаго, США) — єпископ Утрехтської унії старокатолицьких церков, предстоятель Старокатолицької єпархії в США. Засновник старокатолицького руху в США.

## Життєпис

### Юність
Народився в родині польських землевласників. Юність провів у Болгарії, де отримав освіту і почав своє богословське навчання. Потім був місіонером на території Османської імперії. Здійснив подорожі по Малій Азії, Греції та Палестині. Через деякий час вступив до ордену траппістів. Через стан здоров'я був змушений залишити монастир і відмовитися від монашого життя, після чого оселився в Італії.
15 серпня 1886 року в Таранто прийняв священиче рукоположення з рук архієпископа П'єтро Йоріо. Потім був ректором у семінарії в Таранто. Одночасно продовжував навчання, яке завершив отриманням ступеня доктора богослов'я.

### Зрілість
У 1894 році був направлений для пасторської роботи серед польської діаспори в Сполучених Штатах Америки. Служив вікарієм (помічником настоятеля) у римо-католицькому приході святої Ядвіги в Чикаго, який опікувалися монахині з Конгрегації Воскресіння Господнього. Однак Антоній не міг там прийти до згоди зі своїм настоятелем. Незабаром він почав домагатися кадрових змін і збирати підписи під петицією про усунення з поста місцевого настоятеля Йосифа Бажинського.
У результаті конфлікту з Римською церквою був відлучений від церкви в 1896 році. У 1897 році був висвячений на єпископа старокатолицької церкви в США. З 1897 по 1907 рік був предстоятелем Старокатолицької єпархії в США.
Антоній Козловський був активним пропагандистом старокатолицизму в США. Він заснував ряд старокатолицьких парафій і навчальних закладів. Під його керівництвом старокатолицьке рух в США стало швидко розвиватися.
Помер у Чикаго в 1907 році у віці 50 років.

## Основні праці
- «Проти папства» (1896)
- «Старокатолицизм в США» (1897)
- «Старокатолицька єпархія в США» (1900)